# EJ Adem MC
EJ Adem MC (bürgerlich Adem Ejupi) ist ein österreichischer Rapper, der mittlerweile als Adem Delon in Erscheinung tritt.

## Leben
Adem Delon wurde erstmals im Jahr 2000 als EJ Adem MC mit der Gruppe Seizu bekannt. Es folgten einige Auftritte mit verschiedenen Besetzungen. EJ Adem MC trat entweder mit Live-Band oder allein auf. 2003 produzierte er mit anderen Künstlern den Film Sweet Vienna. Als zugehöriger Soundtrack wurde das gleichnamige Lied mit musikalischer Unterstützung von A.geh Wirklich? veröffentlicht.
Seit 2008 tritt er als Adem Delon auf. Gemeinsam mit anderen Hip-Hop-Musikern bildete Adem Delon die Rooftop Clique, die neben Tonträger Records eine der erfolgreichsten Hip-Hop-Vereinigungen aus Österreich darstellt.
Von 2007 bis 2010 arbeitete EJ Adem MC / Adem Delon mit dem Label Necatainment zusammen. 2018 veröffentlichte er die Singles Könige und I renn bei Jiggytown Records.

## Diskografie

### Alben
- 2003: Guta Stuff
- 2005: Seizu Lauter
- 2008: Alles wird gut
- 2008: Alles wird gut LIVE with the De´Viances

### Singles
- 2003: Sweet Vienna
- 2008: Mei Wien
- 2008: Do geht ma ana o
- 2008: Unsere Besten Elf feat. BM. Richard Lugner